# Dublin Challenger 1993
Il Dublin Challenger 1993 è stato un torneo di tennis facente parte della categoria ATP Challenger Series nell'ambito dell'ATP Challenger Series 1993. Il torneo si è giocato a Dublino in Irlanda dal 4 al 9 ottobre 1993 su campi in sintetico indoor.

## Vincitori

### Singolare
Paolo Canè ha battuto in finale  Jeremy Bates con il punteggio di 6–3, 7–5

### Doppio
Marten Renström /  Mikael Tillström hanno battuto in finale  Todd Nelson /  Bent-Ove Pedersen con il punteggio di 6–2, 3–6, 6–3